# الکساندر گورشکوف
الکساندر گورشکوف (روسی: Александр Георгиевич Горшков؛ زادهٔ ۸ اکتبر ۱۹۴۶) اسکیت‌باز نمایشی و رقصنده روی یخ اهل اتحاد جماهیر شوروی سوسیالیستی است.
وی همچنین برندهٔ جوایزی همچون نشان دوستی شده‌است.